# Robert Francis (écrivain)
Pour les articles homonymes, voir Robert Francis et Francis.
Robert Francis, pseudonyme de Jean Godmé, né à Paris 15e le 24 octobre 1909 et mort à Paris 14e le 29 juin 1945, est un écrivain français, lauréat du Prix Femina en 1934.

## Biographie
Robert Francis est le frère de Jean-Pierre Maxence, pseudonyme de Pierre Godmé. Après des études scientifiques, il occupe un poste d’ingénieur civil dans le Nord de la France dans les années 1930. Dans le même temps, il se consacre aux lettres et fonde avec son frère en 1928 une revue littéraire, Les Cahiers, qui disparaît en 1931. Robert Francis appartient au milieu de la « jeune droite catholique des années 1930, ». Ami de Thierry Maulnier, il écrit avec lui et son frère un ouvrage qui connut un certain succès à sa sortie : Demain la France, qui est une charge contre le régime du moment, écrite au lendemain du 6 février 1934.
À propos de son prix Fémina obtenu pour Le Bateau-refuge en 1934, un journaliste écrit : « On a parlé de "féérie" à propos de son talent. La puissance mélancolique qui se dégage de son livre en fait une œuvre forte, originale, dégagée de toute influence. » En 1934, il avait en effet obtenu le prix Fémina pour Le Bateau-Refuge, après douze tours de scrutin, l’emportant finalement par 11 voix contre 8 à M. Daniel-Rops (jury présidé par Lucie Delarue-Mardrus).
Robert Brasillach raconte dans Notre Avant-Guerre qu’il va à la campagne avec Maxence et son frère « qui signait Robert Francis des articles de polémique véhémente, et un étrange roman, plein de douceur. Nous en retrouverions plus tard l’essentiel dans la Grange aux Trois Belles et les livres qui lui font suite. Autant Maxence était agité, vif et dynamique, autant Robert Francis était secret, souriant, opiniâtre et doux à la fois, avec un visage enfantin sous ses cheveux gris. » (p. 132 de la réédition de 1981 chez Plon)
« Le frère de Maxence, Robert Francis, faisait rêver les jeunes filles avec la Grange aux Trois Belles, les Mariés de Paris, le Gardien d’épaves, où se reflétait un univers minutieux et confus, mais brillant de tendresse. » (p. 155) Décrivant le flamboyant Maxence, il se trouve dans des réunions avec « son frère Robert Francis, toujours violent et doux. Il publiait avec Maxence et Thierry Maulnier, au lendemain du 6 février [1934], un gros livre politique intitulé, Demain la France, résumé des espérances de ces années confuses. Mais aussi ses romans féériques et brumeux. Nous nous amusions un peu de Maxence qui, parlant d’eux dans Gringoire où il rédigeait depuis peu des notes critiques, appelait gravement son frère Monsieur Robert Francis, de même qu’il appelait sa femme Madame Hélène Colomb. » (pp. 179–180)
Il se joint à la rédaction de la revue mensuelle Combat fondée par Jean de Fabrègues et Thierry Maulnier.
En 1944, le Comité national des écrivains publie une liste des « écrivains indésirables » parmi lesquels il figure avec son frère Jean-Pierre Maxence[réf. nécessaire].

## Œuvre
Histoire d'une famille sous la Troisième République (suite romanesque)
- 1933 : (I) - La Grange aux trois belles, Paris, Librairie de la Revue française, Alexis Redier éd., 1933.
- 1934 : (II) - La Chute de la maison de verre - La maison de verre, Paris, Librairie de la Revue française, Alexis Redier éd., 1934.
- 1934 : (III) - La Chute de la maison de verre - Le Bateau-refuge, Paris, éditions Gallimard, 1934 - Prix Fémina 1934
- 1935 : (IV) - Les Mariés de Paris, Paris, Gallimard, 1935.
- 1937 : (V) - Le Gardien d’épaves, Paris, Gallimard, 1937.

Autres publications
- 1934 : Demain la France, Paris, éditions Grasset, 1934, coécrit avec Jean-Pierre Maxence et Thierry Maulnier.
- 1936 : Une vie d'enfant, Paris, Gallimard, 1936 (son premier essai romancé, publié antérieurement en revue)
- 1937 : Un an de vacances, Paris, Gallimard, 1937.
- 1938 : La Jeune Fille secrète, Paris, Gallimard, 1938.
- 1939 : L'Oie, Paris, Gallimard, 1939.
- 1941 : Souvenirs imaginaires, Paris, Gallimard, 1941.
- 1941 : Histoire sainte (récits), Paris, Gallimard, 1941.